# Diospyros inconstans
Diospyros inconstans är en tvåhjärtbladig växtart som beskrevs av Nikolaus Joseph von Jacquin. Diospyros inconstans ingår i släktet Diospyros och familjen Ebenaceae. Inga underarter finns listade i Catalogue of Life.